# Eumerus aristatus
Eumerus aristatus är en tvåvingeart som beskrevs av Peck 1969. Eumerus aristatus ingår i släktet månblomflugor, och familjen blomflugor. Inga underarter finns listade i Catalogue of Life.